# Терентије и Неонила
Терентије и Неонила Сиријска су ранохришћанска мученици, поштовани од стране православних и древноисточних цркава. Код православним празнују се 10. новембра (28. октобра по јулијанском календару), дан када су страдали заједно са своје седморо деце и многим другим хришћанима, у једном од таласа прогона хришћана током владавине римског цара Деција Трајана (249—251).

## Биографија
Познато је да је Неонила живела у Сирији у 3. веку. Била је хришћанка и удала се за хришћанског благослова Терентија. Имали су седморо деце: Сарвил, Фот, Теодул, Хиераик, Неитх, Вил и Евникије, које су Терентија и Неонилла одгајали у хришћанској традицији побожности. Око 249—251 година пре нове ере. Били су заробљени од стране римских војника. Током суђења, Терентије и Неонила су заједно са децом проповедали о Исусу Христу и његовом Васкрсењу, због чега су осуђени на смрт. Три пута су покушали да их убију на разне начине. Први пут су били подвргнути стругању и сечењу делова тела, док су њихове ране заливане сирћетом и паљене ватром. Током мучења, свети мученици Терентије и Неонила, као и њихова деца, молили су се и подржавали једни друге. У њиховим житијама стоји да су су после кратког времена војници видели да су сви чланови хришћанске породице били без окова и да су ране од мучења нестале. Римски војници су били шокирани па су смислили још један начин да их убију. Сви су бачени у јаму са дивљим животињама, али звери нису ни додирнуле ни једноха од чланова породице светих. Трећи пут је породица бачена у котао са врелим катраном, али ни то их није убило. На крају су римски војници обесили све чланове породице: најпре оца Терентије, затим Неонилу, а потом и свих седморо деце.
Православна црква прославље светитеље Терентија и Неонилу 28. октобра по јулијанском календару.